# Astragalus azraqensis
Astragalus azraqensis es una especie de planta del género Astragalus, de la familia de las leguminosas, orden Fabales.
Fue descrita científicamente por C. C. Townsend.